# M-Sport World Rally Team
M-Sport World Rally Team es un equipo privado de nacionalidad británica que compite en el Campeonato Mundial de Rally desde 2006 y tiene su base en Cumbria. Es gestionado por M-Sport, empresa propietaria del expiloto Malcolm Wilson, que fue director del equipo oficial Ford, y ha cambiado de nombre en varias ocasiones generalmente a causa de su principal patrocinador, por lo que también se le ha conocido como Stobart VK M-Sport Ford Rally Team (2006, 2008, 2009), Stobart M-Sport Ford Rally Team (2007, 2010), M-Sport Ford World Rally Team (2012) o Qatar M-sport WRT (2013). A pesar de ser un equipo privado su estructura y su funcionamiento es similar al de un equipo oficial y ha servido como segundo equipo de Ford en el mundial, por lo que en ocasiones los coches utilizados por este tenían especificaciones similares a los oficiales e incluso algunos pilotos dieron el salto al equipo oficial después de competir en él como Jari-Matti Latvala o François Duval.
Inicialmente gestionado y patrocinado por Eddie Stobart Motorsport en el equipo han competido, siempre con vehículos de la marca Ford, diversos pilotos destacando Mads Østberg, Evgeniy Novikov, Henning Solberg, Matthew Wilson (hijo de Malcolm Wilson) o Jari-Matti Latvala. También hizo una breve aparición con el equipo el piloto de motociclismo Valentino Rossi en el Rally de Gran Bretaña de 2008. La primera victoria la consiguió Sébastien Ogier en el Rally de Montecarlo de 2017, año en el que el equipo sumaría otras cuatro victorias más, el campeonato de marcas y el título de pilotos para Ogier. Hasta la llegada de Ogier el equipo solo había conseguido varios podios siendo el primero de ellos en el Rally de Noruega de 2007. 
Desde su primer año en el mundial participó en el campeonato de constructores y ha logrado el tercer puesto en tres ocasiones: 2009, 2011 y 2012 siempre por encima del resto de equipos privados y en alguna ocasión por delante de equipos oficiales, como en 2008 que finalizó con más puntos que Suzuki o en 2017 cuando terminó primero en el certamen de constructores.

## Trayectoria

### Temporada 2006

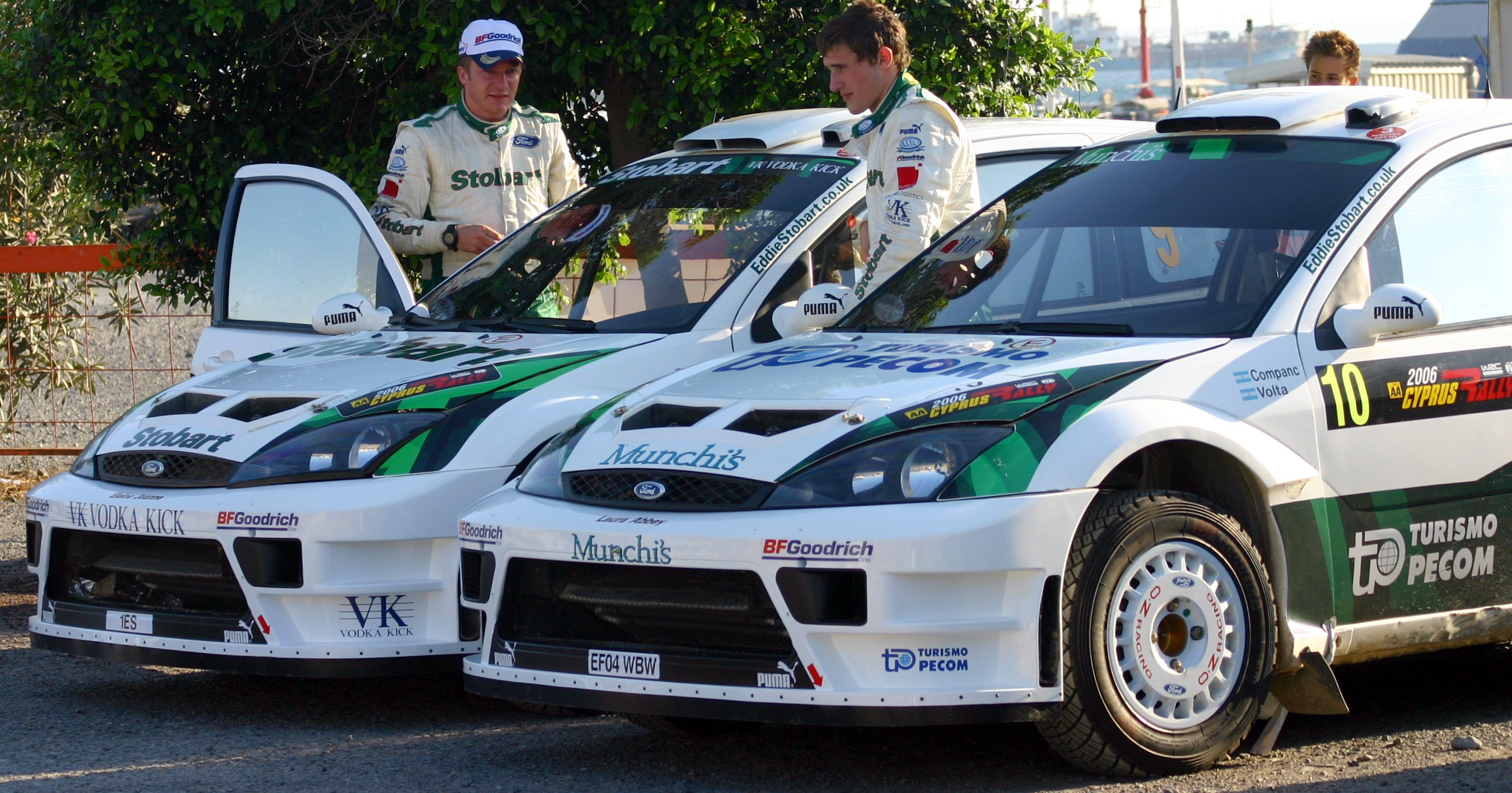
El equipo en la temporada 2006.

El equipo debutó en el Rally de Montecarlo de la temporada 2006. Ya en su primer año varios pilotos corrieron en sus filas. Matthew Wilson, el único que corrió toda la temporada con el equipo tuvo como compañeros a Pieter Tsjoen en la primera carrera; a Kosti Katajamaki en Suecia, Cerdeña, Finlandia y Turquía; a Luis Pérez Companc en nueve pruebas y a Jari-Matti Latvala en Cataluña, Córcega, Alemania y Gran Bretaña. El equipo compaginó la temporada con el Ford Focus RS WRC 04 y el Ford Focus RS WRC 06. Los primeros puntos lo logró Katajamaki en Suecia con su sexto puesto y el mejor resultado fue el cuarto puesto de Latvala en el Rally de Gran Bretaña.

### Temporada 2007

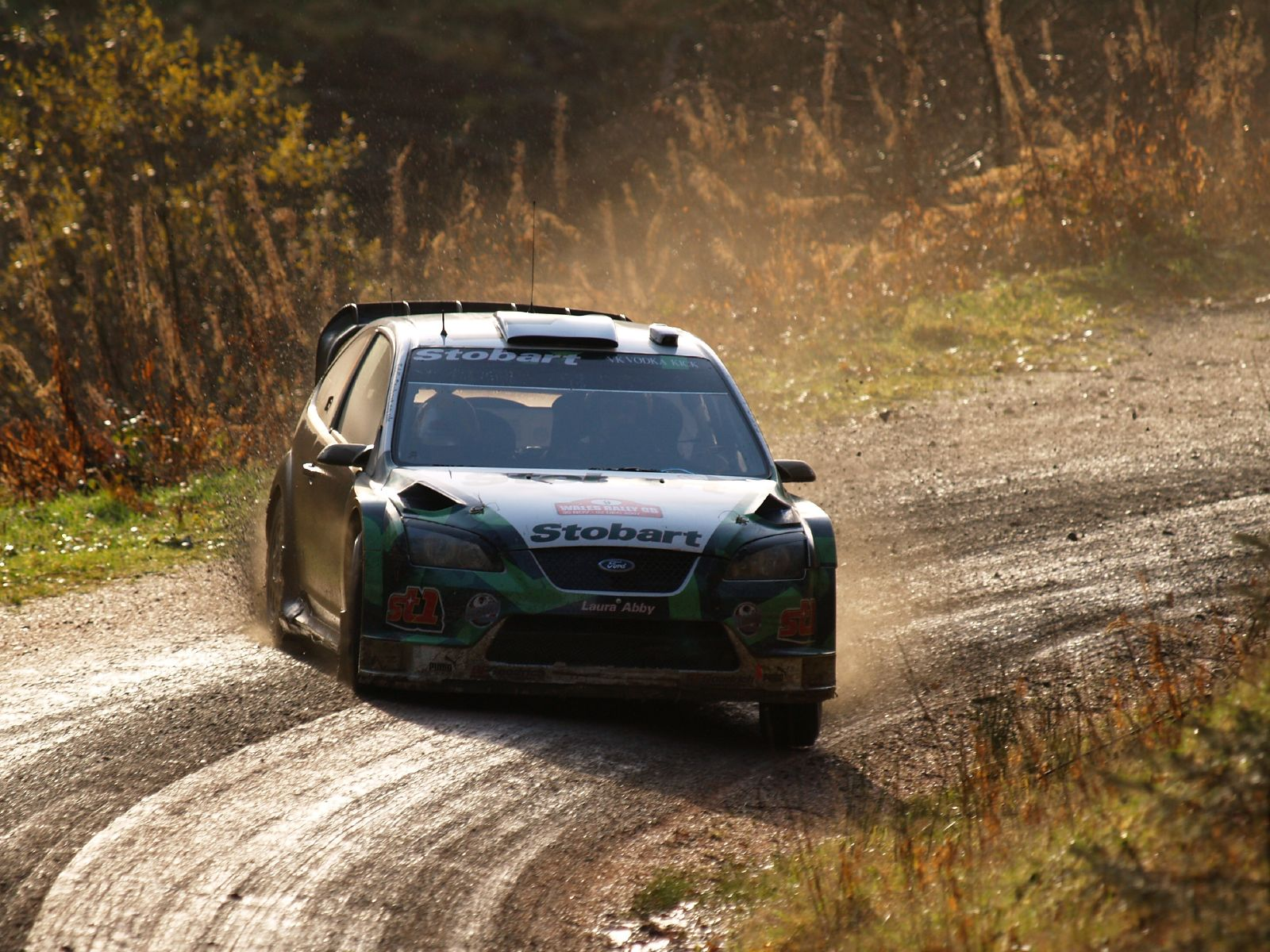
El piloto Jari-Matti Latvala fue uno de los pocos que dio el salto al equipo Ford tras su paso por el Stobard.

En 2007 el equipo contó con tres pilotos: Latvala, Wilson y Henning Solberg que disputaron todas las pruebas del calendario. También hicieron participaciones sueltas los pilotos Andreas Mikkelsen (Suecia, Noruega y Portugal) y Gareth Jones (Finlandia, Alemania, Cataluña, Irlanda, y Gran Bretaña). Ese año el equipo mejoró los resultados y se hizo con su primer podio: en Noruega gracias a Henning Solberg, en su segunda carrera con el equipo. Posteriormente volvió a subirse el podio en Japón y Latvala logró también un tercer puesto en Irlanda. En el campeonato de marcas terminó en la cuarta posición siendo superado por Subaru en la última prueba, Gran Bretaña.

### Temporada 2008
Para 2008 el equipo contó de nuevo con Matthew Wilson, Henning Solberg (que corrió todas las pruebas menos cuatro), Jari-Matti Latvala (que solo disputó Cataluña y Córcega, ya que ese año participó en el equipo Ford) y además fichó al belga François Duval que participó en cinco rallies y al italiano Gianluigi Galli que corrió desde la primera cita hasta Alemania donde sufrió un accidente que le provocó la fractura del fémur izquierdo y no pudo correr el resto de la temporada. A causa de esto Galli fue sustituido por Duval que terminó en el equipo Ford al año siguiente. Con el Ford Focus RS WRC 07 y a pesar de finalizar entre los diez primeros en la mayoría de las pruebas, el equipo no pudo mejorar los resultados del año anterior y solo consiguió dos podios: el tercer puesto de Galli en Suecia y el de Duval en Alemania. En el mundial de marcas fue de nuevo cuarto.

### Temporada 2009
En el año 2009 se redujo el número de pilotos. Henning Solberg y Matthew Wilson corrieron toda la temporada con el Ford Focus RS WRC 08 (con especificaciones similares el Focus oficial) y a ellos se sumaron en pruebas sueltas Urmo Aava que solo corrió las dos primeras citas, Irlanda y Noruega; Krzysztof Holowczyc que corrió Polonia y Steve Pérez que disputó Gran Bretaña. El equipo consiguió dos podios, los dos logrados por Solberg en Argentina y Polonia y consiguió mejorar en el mundial al finalizar en la tercera posición.

### Temporada 2010

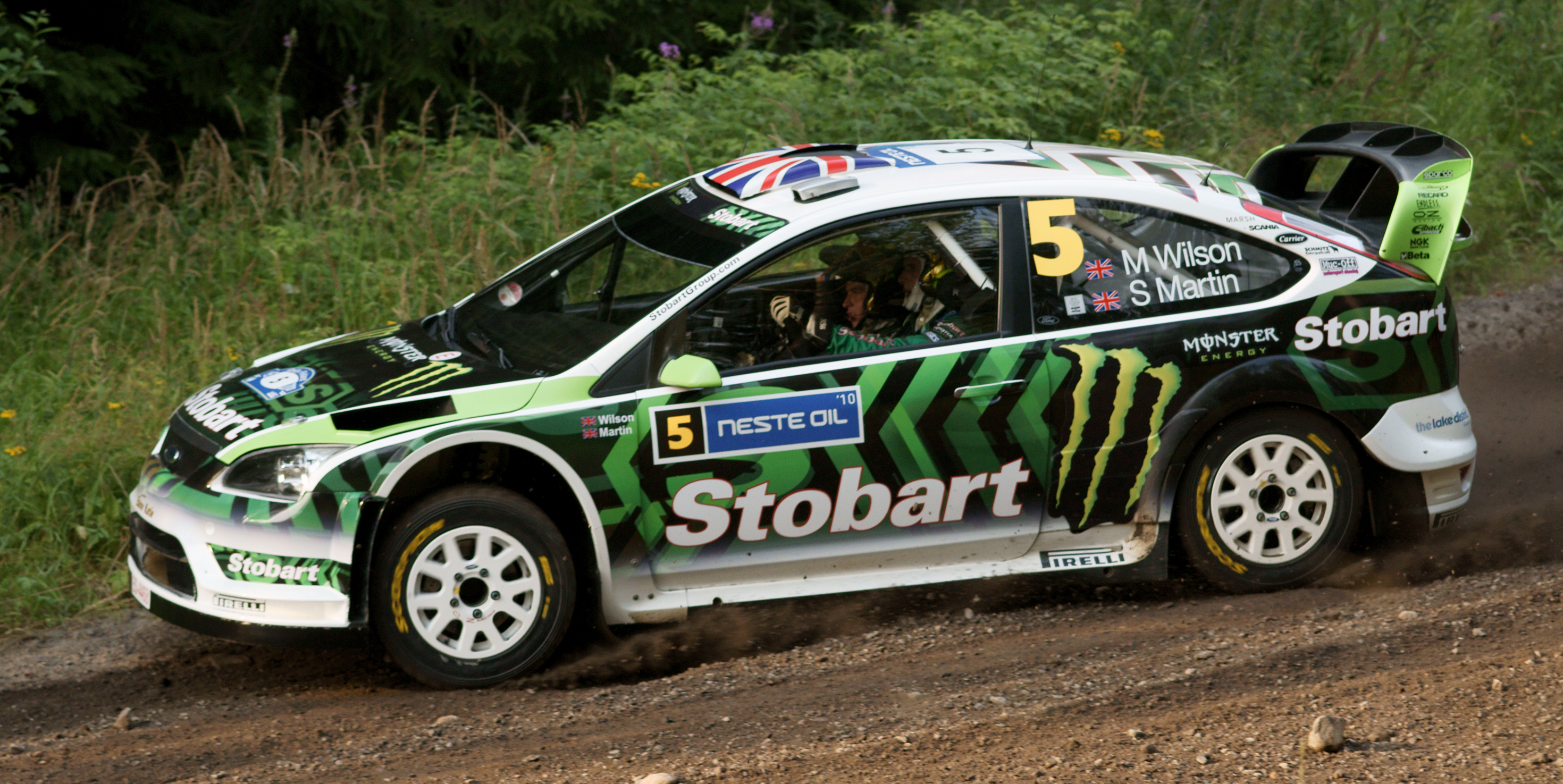
Matthew Wilson con el Ford Focus WRC en el Rally de Finlandia de 2010.

En 2010 de nuevo fueron varios los pilotos que corrieron con los colores del equipo Stobart. Wilson y Solberg realizaron un programa completo y terminaron en los puntos en la mayoría de las pruebas aunque no pudieron hacerse con ningún podio y el mejor resultado fue el quinto puesto en Jordania de Wilson. Los otros pilotos que corrieron con el equipo fueron: el holandés Dennis Kuipers que disputó el calendario desde Turquía, precisamente en la única donde logró sumar puntos; Mattias Therman que corrió Suecia y Finlandia; Mads Ostberg y Ken Block que corrieron solo rallies de asfalto, el primero Alemania y Alsacia y el segundo Alsacia y Cataluña. También pero de manera ocasional participaron con un Ford Focus WRC del equipo Stobart: Marcus Gronholm en Suecia, Per-Gunnar Andersson en Bulgaria, Juha Kankkunen en Finlandia, François Duval en Alemania, Cao Dong Liu en Gran Bretaña y Xavi Pons que se inscribió en Cataluña pero no llegó a tomar la salida. Aunque el Ford Focus WRC siguió siendo el principal coche, varios pilotos hicieron participaciones con el Ford Fiesta S2000.  Ostberg participó en ambas pruebas con el Fiesta, Solberg corrió cuatro (Bulgaria, Alemania, Alsacia y Cataluña) y Kuipers tomó la salida con el Fiesta en todas las pruebas.

### Temporada 2011
Para 2011 el equipo cambió de nombre pasándose a llamar M-Sport Stobart Ford World Rally Team. Contó de nuevo con Wilson, Ostberg y Solberg y fichó al ruso Evgeniy Novikov. Los tres pilotaron el Ford Fiesta RS WRC el modelo de Ford de la nueva generación de los World Rally Car introducidos ese año y que sustituía al Focus. Los resultados fueron mejores que en 2011, el equipo consiguió tres podios, dos segundos puestos en Suecia y Gran Bretaña con Ostberg como protagonista y tercer puesto de Solberg también Gran Bretaña donde el equipo logró el mejor resultado del año con sus cuatro pilotos (también participó Ott Tanak) en la zona de puntos, dos de ellos en el podio.

### Temporada 2012

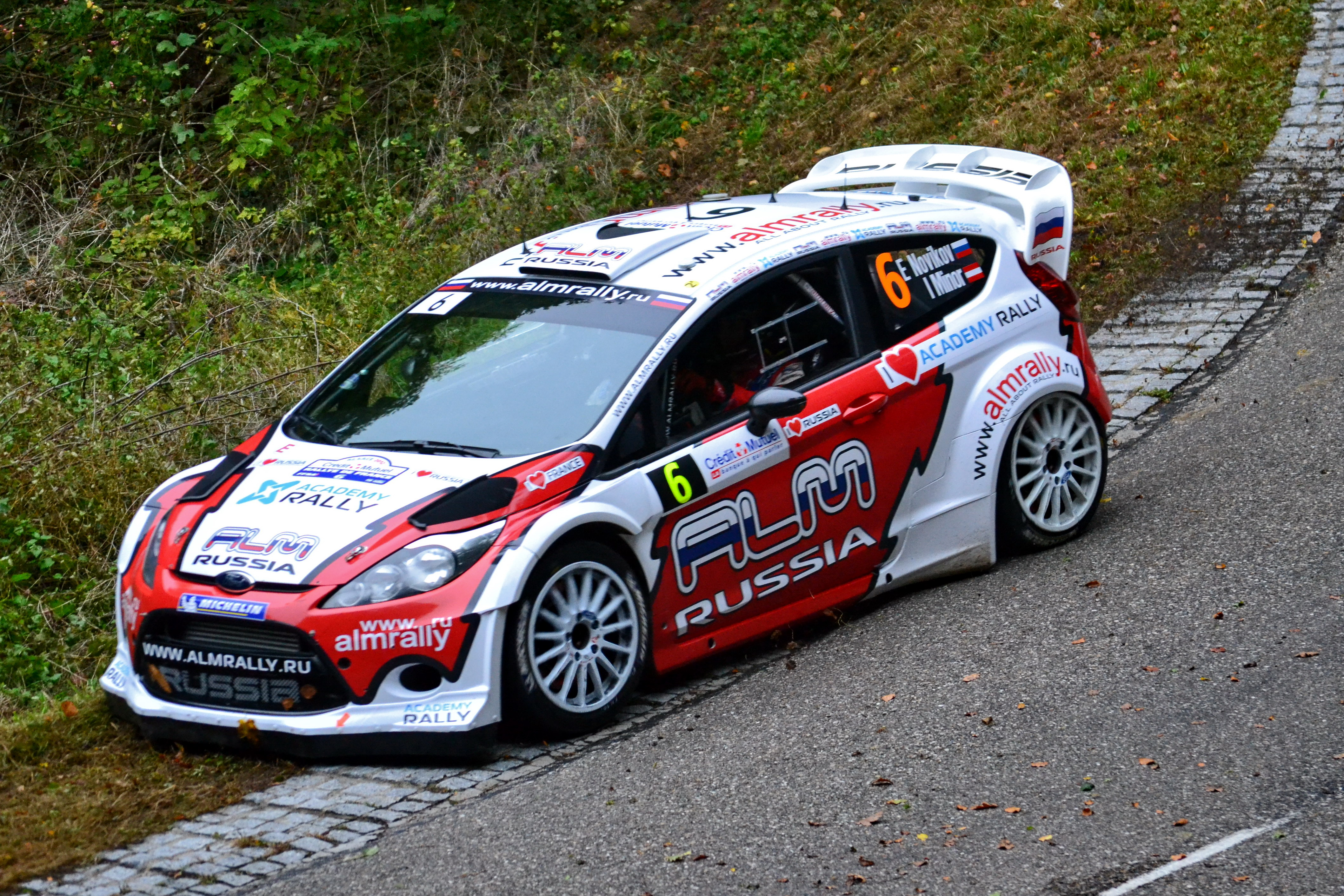
El ruso Evgeny Novikov durante la temporada 2012 con el Ford Fiesta RS WRC. En su segundo año con el equipo consiguió dos podios.

En 2012 el equipo perdió a su principal patrocinador Stobart, después de seis años en el mundial, por lo que de nuevo el nombre pasó a ser simplemente M-Sport Ford World Rally Team. Los principales pilotos fueron Ott Tänak y Evgeny Novikov a los que se sumaron François Delecour (Montecarlo), Michał Sołowow (Suecia), Matthew Wilson (Gran Bretaña), Dennis Kuipers (Portugal), Jannie Habig (Gran Bretaña) y John Powell (Cataluña) de manera ocasional. Los resultados fueron similares al año anterior: tres podios con dos segundos logrados por Novikov en Portugal y Cerdeña. En el campeonato de marcas fue tercero por segundo año consecutivo.

### Temporada 2013
A finales de 2012 el equipo Ford anunció su intención de no seguir compitiendo por lo que el equipo perdió a uno de sus principales apoyos económicos. A pesar de ello el director del equipo Malcolm Wilson anunció su intención de seguir compitiendo y mejorando el Ford Fiesta RS WRC. Antes del arranque de la temporada 2013 el equipo firmó un acuerdo de patronicio con Catar, que patrocinaba también al piloto Nasser Al-Attiyah. Esto significó un cambió de nombre por lo que en 2013 pasó a llamarse: Qatar M-Sport WRT.

### Temporada 2014
En diciembre de 2013 M-Sport confirmó a Mikko Hirvonen y a Elfyn Evans como pilotos para la temporada 2014. Por otra banda también confirmó la presencia de Robert Kubica en el campeonato con un Ford Fiesta RS WRC patrocinado por Lotos. Para 2014 M-Sport no contará con el patrocinio de Catar tras las tensiones entre Al-Attiyah y el preparador inglés.

### Temporada 2015
El diseño de M-Sport de este año fue elegido por los fanes de la página oficial del WRC como el diseño más bonito de la temporada.

### Temporada 2016
Dado el éxito del diseño del año pasado, el equipo decidió mantenerlo pero intercambiar el color base de blanco a azul claro. Además, Malcolm Wilson anunció en pretemporada que seguirán usando neumáticos Michelin y que Castrol será su principal socio nuevamente.

### Temporada 2017
Año que quedara en la historia llevándose tanto el campeonato de constructores, de pilotos y copilotos; el equipo de más modesto presupuesto venció a los grandes fabricantes.

### Temporada 2018
En 2018 Ford decidió regresar al WRC oficialmente dando apoyo económico y técnico a M-Sport WRT.

## Resultados

### Temporada 2025
| Año  | Vehículo         | Pilotos             | 1       | 2     | 3      | 4     | 5      | 6       | 7     | 8     | 9       | 10      | 11      | 12     | 13      | Posi. | Puntos | Posi. | Puntos |
| ---- | ---------------- | ------------------- | ------- | ----- | ------ | ----- | ------ | ------- | ----- | ----- | ------- | ------- | ------- | ------ | ------- | ----- | ------ | ----- | ------ |
| 2023 | Ford Puma Rally1 | Pierre-Louis Loubet | MON Ret | SWE 6 | MEX 27 | CRO 7 | POR 32 | ITA Ret | SAF 7 | EST 6 | FIN 45  | GRE Ret | CHL Ret | EUR 10 | JPN     | 12.º  | 29     | 3.º   | 287    |
| 2023 | Ford Puma Rally1 | Ott Tänak           | MON 5   | SWE 1 | MEX 9  | CRO 2 | POR 4  | ITA 35  | SAF 6 | EST 8 | FIN Ret | GRE 4   | CHL 1   | EUR 3  | JPN 6   | 4.º   | 174    | 3.º   | 287    |
| 2023 | Ford Puma Rally1 | Adrien Fourmaux     | MON     | SWE   | MEX    | CRO   | POR    | ITA     | SAF   | EST   | FIN     | GRE     | CHL     | EUR    | JPN Ret | 20.º  | 8      | 3.º   | 287    |